# Andrew Gelman
Pour les articles homonymes, voir Gelman.
Andrew Gelman est un statisticien et un politologue américain. Il a soutenu sa thèse à l'université Harvard en 1990 sous la direction de Donald Rubin. Il est spécialisé dans la statistique bayésienne, les modèles multiniveaux et la méthodologie statistique en sciences politiques. 
Il anime le blog Statistical Modeling, Causal Inference, and Social Science.
Il a développé le logiciel Stan (en), un logiciel de programmation statistique spécialement conçu pour la statistique bayésienne

## Publications
- Andrew Gelman et Deborah Nolan, Teaching Statistics: A Bag of Tricks, Oxford University Press, 2002.  (ISBN 978-0-19-857224-4)
- Andrew Gelman et Jennifer Hill, Data Analysis Using Regression and Multilevel/Hierarchical Models, Cambridge University Press, 2006.  (ISBN 978-0-521-68689-1)
- Andrew Gelman, David Park, Boris Shor et Jeronimo Cortina. Red State, Blue State, Rich State, Poor State: Why Americans Vote the Way They Do, Princeton University Press, 2009
- Andrew Gelman, John B. Carlin, Hal S. Stern, David Dunson, Aki Vehtari et Donald Rubin, Bayesian Data Analysis, 3e édition, Chapman & Hall/CRC, 2013